# Annínský smrk u rybárny
Annínský smrk u rybárny je památný strom v Anníně, části obce Dlouhá Ves. Smrk ztepilý (Picea abies (L.) Karst. ) roste u Annínské rybárny v nadmořské výšce 530 m. Strom je asi 130 let starý, jeho výška je 28 m, obvod jeho kmene 340 cm (měřeno 2016). Smrk je chráněn od 8. prosince 1995 jako esteticky zajímavý strom.